# Pausa (EP)
Pausa es el primer extended play del cantante puertorriqueño Ricky Martin. Se lanzó el 28 de mayo de 2020 a través de Sony Latin. Pausa es el primer lanzamiento de Martin desde su álbum de estudio de 2015, A quien quiera escuchar. Originalmente planeado como un álbum de larga duración, Martin cambió el concepto tras la propagación de la pandemia de COVID-19 y su experiencia con los ataques de pánico.
Tras su lanzamiento, Pausa se ubicó en el número ocho en la lista de álbumes de pop latino de Estados Unidos. Se promocionó con dos sencillos, «Cántalo», con Bad Bunny y Residente y «Tiburones». El disco fue nominado al Álbum del año y ganó el premio al Mejor Álbum Vocal Pop en la 21ª Entrega Anual de los Premios Grammy Latinos. También ha sido nominado a Mejor Álbum de Pop Latino o Urbano en el 63a Entrega Anual de los Premios Grammy.

## Antecedentes
En enero de 2020, Martin anunció el lanzamiento de su undécimo álbum de estudio, inicialmente titulado Movimiento. Se suponía que estaba inspirado en la historia reciente de Puerto Rico, incluido el huracán María en 2017, las protestas políticas de 2019 y los terremotos de 2019-20. Sin embargo, luego de la propagación de la pandemia de COVID-19, comenzó a experimentar ataques de pánico, «Pasé dos semanas con cara de póquer para que mi familia no se viera afectada, pero finalmente pude levantar la cabeza y decir, eh, algo muy bueno tiene que salir de esto, sé creativo. Y comencé a hacer música y era mi medicina, honestamente, porque realmente sentía que estaba sin aliento». Posteriormente, se puso en contacto con su sello Sony, y decidió dividir el álbum en dos obras extendidas, Pausa y Play.

## Promoción
El 12 de noviembre de 2019, se lanzó «Cántalo» con Bad Bunny y Residente como primer sencillo de Pausa, líricamente el tema se inspiró en los carteles de protesta emitidos en Puerto Rico durante los disturbios que exigían la renuncia de Roselló. Comercialmente, alcanzó el puesto 35 en la lista de Hot Latin Songs de Estados Unidos y fue certificado como oro latino por la RIAA. Ricky Martin, Residente y Bad Bunny interpretaron la canción en los Latin Grammy Awards el 14 de noviembre de 2019. El segundo sencillo «Tiburones» se lanzó el 23 de enero de 2020. Alcanzó el puesto 34 en la lista Hot Latin Songs de Estados Unidos. Ricky Martin interpretó la canción en los Premios Lo Nuestro el 20 de febrero de 2020.

## Lista de canciones
- Créditos adaptados de Apple Music.[14]

| Pausa |                                         |                                                                                    |                                                        |          |  |
| N.º   | Título                                  | Escritor(es)                                                                       | Productor(es)                                          | Duración |  |
| 1.    | «Simple» (con Sting)                    | Ricky Martin, Danay Suárez, Alberto Lozada Algarín, Ender Zambrano y Gordon Sumner | Montana y Martin                                       | 3:35     |  |
| 2.    | «Recuerdo» (con Carla Morrison)         | Carla Patricia Morrison Flores, Alejandro Jimenez, Demian Jimenez y Chiara Stroia  | A. Jimenez y D. Jimenez                                | 3:52     |  |
| 3.    | «Cae de Una» (con Pedro Capó)           | Martin, Pedro Rodríguez y Gabriel Edgar González Pérez                             | Julio Reyes Copello y Nicolas "Na 'vi" de la Espriella | 3:39     |  |
| 4.    | «Quiéreme» (con Diego el Cigala)        | Martin, Algarín, Beatriz Luengo y Yotuel Romero                                    | Montana y Raül Refree                                  | 3:06     |  |
| 5.    | «Tiburones»                             | Oscar Hernández y Pablo Preciado                                                   | Copello                                                | 3:14     |  |
| 6.    | «Cántalo» (con Residente and Bad Bunny) | Martin, Benito Martínez, René Pérez, Suárez, Rubén Blades y Johnny Pacheco         | Residente y Trooko                                     | 3:39     |  |
| 21:05 |                                         |                                                                                    |                                                        |          |  |

## Posicionamiento en listas
| Listas (2020)                     | Mejor posición |
| --------------------------------- | -------------- |
| Estados Unidos (Latin Pop Albums) | 8              |

## Premios y nominaciones
| Año  | Evento                 | Premio                          | Resultado | Ref.        |
| ---- | ---------------------- | ------------------------------- | --------- | ----------- |
| 2020 | Premios Grammy Latinos | Álbum del año                   | Nominado  | [ 3 ] [ 4 ] |
| 2020 | Premios Grammy Latinos | Mejor Álbum Vocal Pop           | Ganador   | [ 3 ] [ 4 ] |
| 2021 | Grammy Awards          | Mejor álbum pop latino o urbano | Nominado  |             |